# لجنة أوديسا

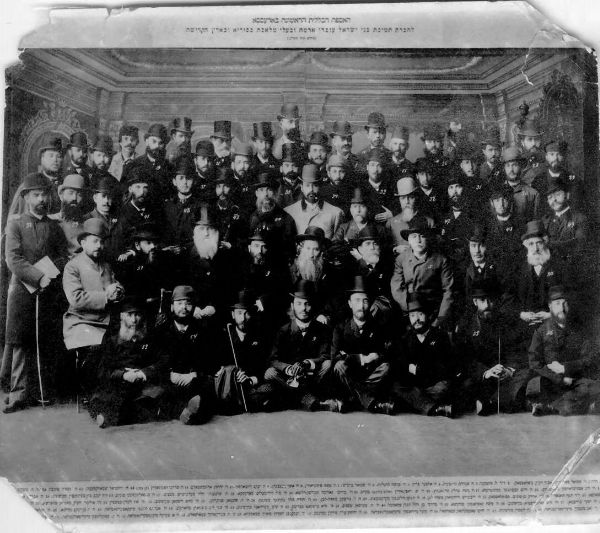

كانت لجنة أوديسا، والمعروفة رسميًا باسم رابطة دعم المزارعين وأصحاب الحرف من اليهود في سوريا وفلسطين، منظمة خيرية في مرحلة ما قبل الصهيونية في الإمبراطورية الروسية، والتي دعمت الهجرة إلى أرض إسرائيل التوراتية، ثم سوريا العثمانية.
إن المذابح المدبرة في عامي 1881 - 1884 وقانون مايو عام 1882 قد أعطى دافعًا للنشاط السياسي والهجرة الجماعية بين اليهود الروس. وقد فر أكثر من مليوني يهودي من روسيا بين عامي 1881 و1920، وهاجرت الغالبية العظمى إلى الولايات المتحدة. وقد شجعت الحكومة القيصرية بشكل متقطع هجرة اليهود. وفي عام 1882 شكل أعضاء من حركة بيلو وأحباء صهيون ما يعرف بموجة عليا الأولى إلى أرض إسرائيل، ثم جزءًا من سوريا العثمانية. وفي البداية، كانت هذه المنظمات غير رسمية، ومن أجل تحقيق إطار قانوني معترف به، كان يتعين على أي منظمة يهودية أن تكون مسجلة كمنظمة خيرية في مختلف الدول الأوروبية والولايات المتحدة التي قامت بتوفير معظم التمويل المقدم لتلك المنظمات. وبعد مفاوضات شاقة، وافقت الحكومة الروسية على إنشاء «رابطة دعم المزارعين وأصحاب الحرف من اليهود في سوريا وفلسطين» في أوائل عام 1890. وكان مقرها في أوديسا (والآن في أوكرانيا)، وبرئاسة ليون بنسكر، وتم تخصيصها للجوانب العملية الخاصة بإنشاء مستوطنات زراعية يهودية في فلسطين.
ولقد ساعدت على إنشاء رحوفوت والخضيرة وإعادة تأهيل ميشمار هاياردين في أوائل تسعينيات القرن التاسع عشر.
قبل المؤتمر الصهيوني الأول في عام 1897 بلغ عدد أعضاء لجنة أوديسا أكثر من 4000 عضو. وعندما تأسست المنظمة الصهيونية العالمية في عام 1897، انضمت إليها معظم جمعيات حب صهيون. وواصلت لجنة أوديسا نشاطها حتى تم إغلاقها في عام 1913.

## وصلات خارجية
- Draft of the Statutes of the Odessa Committee at www.zionistarchives.org.il